# Changtongya
Changtongya es una ciudad situada en el distrito de Mokokchung en el estado de Nagaland (India). Su población es de 7532 habitantes (2011). Se encuentra a 40 km de Mokokchung. 

## Demografía
Según el censo de 2011 la población de Changtongya era de 7532 habitantes, de los cuales 3971 eran hombres y 3561 eran mujeres. Changtongya tiene una tasa media de alfabetización del 95,68%, superior a la media estatal del 79,55%: la alfabetización masculina es del 95,88%, y la alfabetización femenina del 95,46%.